# ミルウォーキー・ブルワーズ (アメリカン・アソシエーション)
ここでは1891年に、アメリカ合衆国ウィスコンシン州ミルウォーキーを本拠地として、アメリカン・アソシエーションに加盟していたミルウォーキー・ブルワーズ（Milwaukee Brewers）について述べる。

## 球団史
1891年シーズン途中で破綻したシンシナティ・ポーカーズに替わって、アメリカン・アソシエーションに参加した球団である（ポーカーズがミルウォーキーに本拠地を移して活動したチームであるとする資料もある）。ポーカーズが破綻して数日後の8月18日にはリーグ最初の試合を行っている。3人の投手が好投してチーム防御率は2.50を記録、最初なかなか勝てなかったチームも、9月7日以降は17勝6敗の成績を残してシーズンを終えた。球団は同年のアメリカン・アソシエーション解散後、1892年にウエスタン・リーグで1年活動した後解散した。

## 戦績
※順位は勝率による。
| 年度   | リーグ | 試合 | 勝利 | 敗戦 | 勝率 | 順位 | 監督                     | 本拠地        |
| ------ | ------ | ---- | ---- | ---- | ---- | ---- | ------------------------ | ------------- |
| 1891年 | AA     | 36   | 21   | 15   | .583 | 3位  | チャーリー・カーシュマン | Athletic Park |

## 所属した主な選手
- ジョン・カーニー：一塁手。シンシナティから移籍、ミルウォーキーでは打率.300を記録。
- ジョージ・デイビーズ：投手。ミルウォーキーでデビュー。チーム最多の7勝を挙げた。

## 主な球団記録
打撃記録
- 通算安打数：42（アブナー・ダルリンプル）
- 通算本塁打：3（ジム・キャナヴァン、ジョン・カーニー）
- 通算打点数：23（ジョン・カーニー）
- サイクル安打：1891年9月12日（アブナー・ダルリンプル）

投手記録
- 通算勝利数：7（ジョージ・デイビーズ、フランク・キレン）
- 通算奪三振：61（ジョージ・デイビーズ）